# Бельско-Бяла

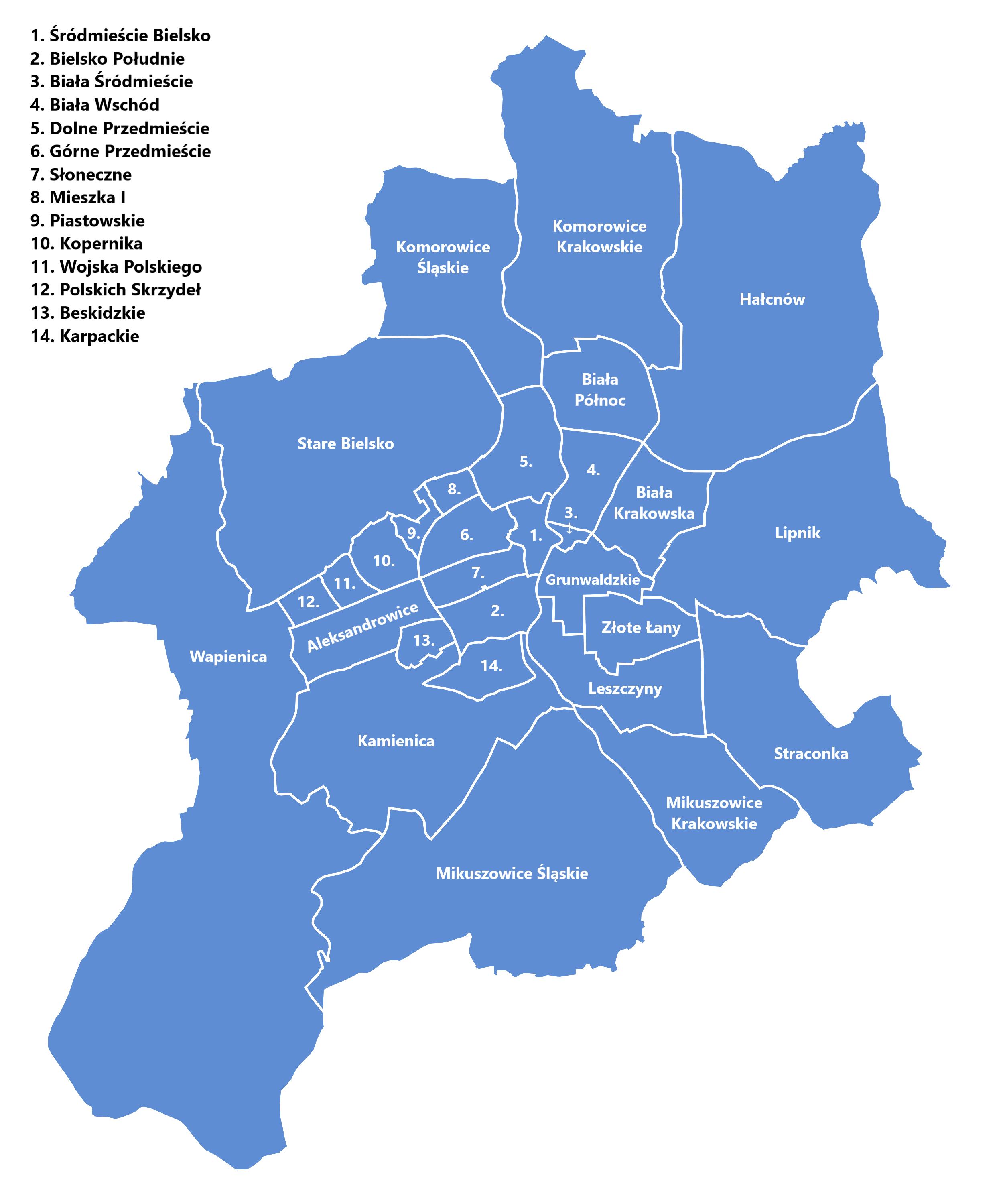
Административное деление городского повята

Бе́льско-Бя́ла (пол. Bielsko-Biała, сил. Biylsko-Biołŏ) — город на юге Польши с населением 170 663 человек (2019 г.). Расположен в Силезском воеводстве (с 1999 г.), ранее являлся столицей Бельского воеводства (1975—1998).
Первые упоминания о городе Бельско появились в 1312 году. В 1951 году города Бельско и Бяла-Краковска (городской статус с 1723 года) были объединены. При этом город Бельско входил в состав Силезии, а Бяла — в состав Малой Польши.
Через город протекает река Бяла, являющаяся исторической границей между Силезией и Малой Польшей.

## География
Бельско-Бяла находится в южной части Силезского воеводства, на границе исторических регионов Тешинской Силезии (левобережные районы) и Малой Польши (правобережные районы). Большая часть города лежит в предгорьях Силезии, которые являются частью макрорегиона Западнобескидское Предгорье (пол. Podgórze Zachodniobeskidzkie). В административных границах (южные районы) расположены также горные массивы Малых и Силезских Бескид.
Бельско-Бяла расположена в 31 км от границы с Чехией и в 35 км от границы со Словакией по прямой линии из центра города.

## История
Образован в 1951 году из двух городов Бельско и Бяла, находившихся на противоположных берегах реки Бяла.
Бельско возник как торговое поселение во второй половине XIII века на левом берегу реки, в верхнесилезском Тешинском княжестве; в конце XIII — начале XIV веков получил права города, с 1327 года входил в состав Чехии. С 1457 года по реке Бяла проходила граница между землями Чехии и Польши. С 1526 года Бельско — во владениях Габсбургов (в границах Чехии). Со второй половины XVI века известен как центр выделки сукна (знаменитое бельское сукно с торговой маркой «BS»). Со второй половины XIX века в Бельско наряду с текстильной промышленностью быстро развиваются металлообработка и машиностроение. В составе Польши с 1920 года.
Бяла возник в середине XVI века как сельскохозяйственное и ремесленное поселение, город с 1723 года; развивался как центр ткачества. С 1772 года во владениях Габсбургов; в конце XIX века один из наиболее индустриально развитых центров Галиции. С 1918 года в границах Польши (входил в состав Краковского воеводства, назывался Бяла-Краковска). В 1975—1998 годах — административный центр Бельского воеводства.

## Население
- 1960—75 527
- 1970—106 200
- 1980—163 741
- 1990—181 278
- 2000—178 936
- 2005—176 453
- 2010—174 755
- 2015—175 100
- 2019—170 663

Большинство жителей города — поляки, также проживают украинцы, немцы и евреи.

## Достопримечательности
- Кладбище советских солдат на улице Львовской
- Ратуша
- Старинное здание Польской Почты, XIX век
- Старинные постройки вокруг Рынка
- Старый деревянный костел Св. Барбары с XVII века
- Кафедра Св. Николая на Площади Св. Николая
- Памятник Болеку и Лёлеку
- Памятник псу Рексу
- «Дом с лягушками[англ.]» — памятник архитектуры модерна, 1903
- Вилла Эманюэля Зипсера
- Музей в Замке семьи Сулковских
- Музей Дом Ткача
- Автомобильный музей

## Высшие учебные заведения города
- Высшая школа администрации
- Высшая школа финансов и права
- Бельская высшая школа им. Я. Тышкевича
- Университет Бельско-Бялы (Академия технико-гуманитарная (АТГ))

## Культура
Театры, кино и культурные центры — Театр Польский, Театр Кукoл «Банялука», Кино Cinema City, Кино Studio, Кино Helios, Бельский Культурный Центр (BCK).
Галереи и музеи — Галерея BWA, Галерея Artwood, Галерея Fraktal, Галерея Pro Arte, Музей Дом Ткача, Автомобильный музей, Городской музей в замке.
Студия рисованных фильмов
Пресса:
- «Наш Город» (Nasze Miasto)
- «Курьер Бельский» (Kurier Bielski)
- «Бельский Журнал» (Gazeta Bielska)
- «Бескидская хроника» (Kronika Beskidzka)

## Города-побратимы
- Тинен, Бельгия (1991)
- Гранд-Рапидс, США (1991)
- Ранкагуа, Чили (1993)
- Лилиенталь, Германия (1993)
- Стадсканал, Нидерланды (1993)
- Сольнок, Венгрия (1995)
- Вольфсбург, Германия (1996)
- Акко, Израиль (1997)
- Кирклис, Великобритания (1997)
- Жилина, Словакия (1997)
- Бердянск, Украина (1999)
- Фридек-Мистек, Чехия (1999)
- Тршинец, Чехия (1999)
- Безансон, Франция (2000)
- Бердянск, Украина (2000)
- Шицзячжуан, Китай (2000)
- Бая-Маре, Румыния (2001)
- Монреале, Италия (2001)
- Крагуевац, Сербия (2002)
- Устка, Польша (2002)
- Ольштын, Польша (2005)

## Галерея

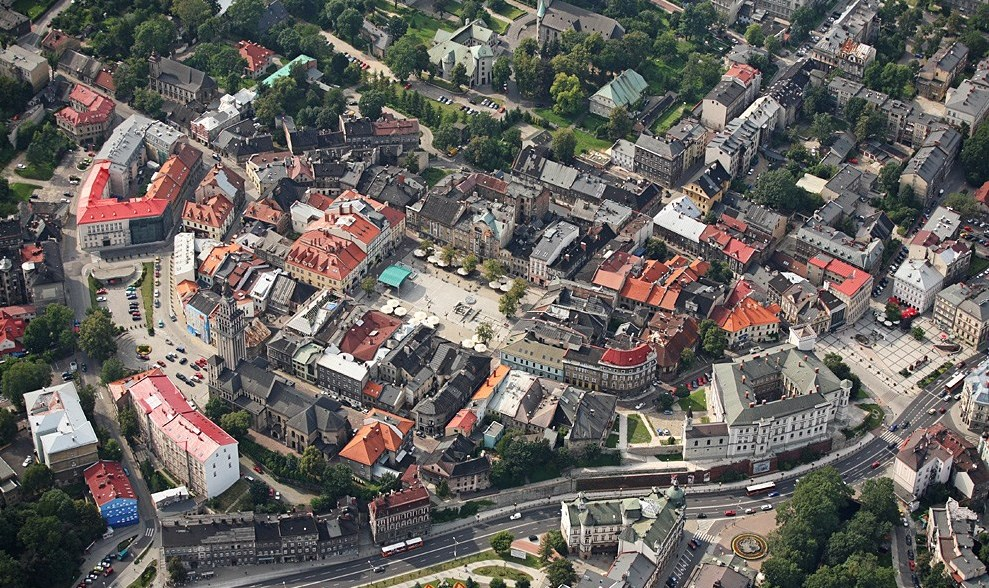
Район Бельско
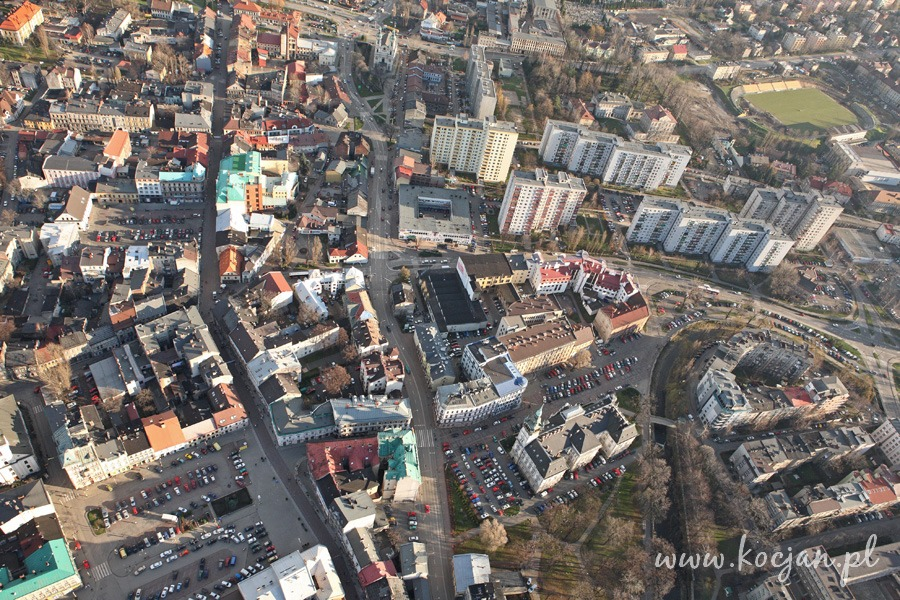
Район Бяла